# Гемерские говоры
Ге́мерские го́воры (также гемерские диалекты; словац. gemerské nárečia) — говоры среднесловацкого диалекта, распространённые в восточных районах Банскобистрицкого края (в восточной части среднесловацкого диалектного ареала). Согласно классификации словацких диалектов, опубликованной в «Атласе словацкого языка», гемерские говоры вместе со зволенскими, гонтянскими, новоградскими и тековскими входят в число южных среднесловацких говоров. Гемерский ареал не образует единого диалектного объединения, на территории Гемерского края выделяют обособленные группы западных, средних, восточных и верхнегронских говоров, каждая из этих групп делится на более мелкие диалектные единицы.
В классификации Р. Крайчовича гемерские говоры включены в состав юго-восточного среднесловацкого диалектного региона. В юго-восточный регион среднесловацкого диалектного макроареала гемерские говоры отнесены также в классификации, представленной на диалектологической карте И. Рипки.
Название гемерских говоров связано с наименованием исторического Гемерского комитата Венгерского королевства (историческая область Гемер), в пределах которого сложились данные говоры.
Для гемерских говоров характерны как диалектные явления, общие для всего среднесловацкого диалекта (наличие фонологической долготы; гласной o на месте редуцированной ъ в сильной позиции; билабиальной u̯ в конце слога и слова; распространение существительных и прилагательных женского рода в форме творительного падежа единственного числа, а также некоторых местоимений с окончанием ou̯ и т. д.), так и собственно местные диалектные явления, нередко имеющие параллели в других словацких диалектах (отсутствие закона ритмического сокращения, наличие сочетаний rot, lot на месте праславянских *ort-, *olt- при неакутовой интонации и т. д.).

## Классификация
По классификации, данной в «Атласе словацкого языка» (1968), гемерские говоры, западные, средние, восточные и верхнегронские, объединяются в южную среднословацкую группу вместе со зволенскими, гонтянскими, новоградскими и тековскими говорами, данная группа противопоставляется северным говорам среднесловацкого диалекта — оравским, турчанским, липтовским и верхненитранским.
Гемерский ареал образуют несколько групп говоров со сравнительно большой дробностью деления:
- западные говоры (nárečia západného Gemera):
  - сушьянские говоры (nárečie sušianske);
  - римавские говоры (nárečie rimavské);
  - говоры Бижской долины (nárečie Bižskej doliny);
  - говоры верхней Римавицы (nárečia na hornej Rimavici);
- средние говоры (nárečia stredného Gemera):
  - говоры Ратковской долины (nárečie Ratkovskej doliny);
  - говоры Муранской долины (nárečie Muránskej doliny);
  - говоры Штитницкой долины (nárečie Štítnickej doliny);
- восточные говоры, или говоры Сланской долины (nárečia východného Gemera, nárečia Slanskej doliny);
- верхнегронские говоры (horehronské nárečia).

В классификации Р. Крайчовича (и по его терминологии) гемерские говоры образуют четыре ареала (группы говоров) — западногемерский, среднегемерский, восточногемерский (сланский) и верхнегронский. Вместе с ипельским, новоградским и гонтянским эти ареалы отнесены к юго-восточному диалектному региону в составе среднесловацкого макроареала. Западногемерские и среднегемерские говоры относятся к основным ареалам, восточногемерские и верхнегронские — к переходным ареалам. В пределах среднесловацкого макроареала ареалы юго-восточного региона противопоставляются ареалам северо-западного региона (основным — нижнеоравскому, среднеоравскому, турчанскому, липтовскому, зволенскому, верхненитранскому, тековскому, а также переходным — верхнеоравскому, бановскому, топольчанскому и восточнолиптовскому).
На диалектологической карте И. Рипки, представленной в «Атласе населения Словакии» (Atlas obyvateľstva Slovenska) (2001), гемерские говоры вместе со зволенскими, гонтянскими и новоградскими включены в число говоров юго-восточного региона в составе среднесловацкого макроареала. Область распространения гемерских говоров представлена как единый ареал, не разделённый на более мелкие диалектные единицы. Юго-восточные говоры противопоставлены говорам северо-западного региона — оравским, липтовским, тековским, турчанским и верхненитранским.

## Ареал и название

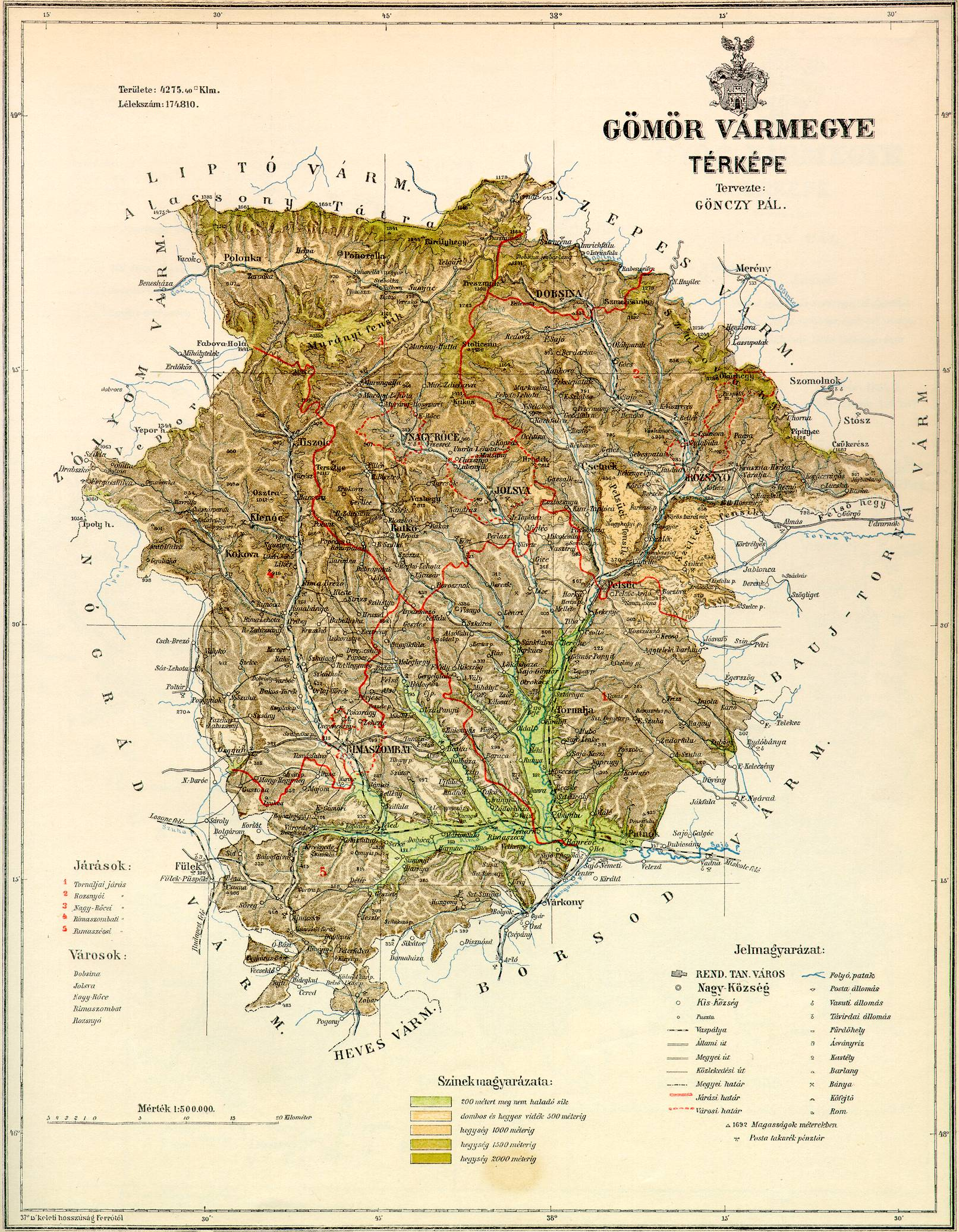
Карта Гемерского комитата

Ареал гемерских говоров размещён в центральной части Словакии в исторической области Гемер. По современному административно-территориальному делению Словакии ареал гемерских говоров расположен в восточных районах Банскобистрицкого края (самые крупные населённые пункты данного региона — Римавска-Собота, Ревуца, Рожнява).
С востока и северо-востока к ареалу гемерских говоров примыкает ареал спишских говоров восточнословацкого диалекта, с юга и юго-востока — ареал разнородных словацких говоров, частью распространённых чересполосно с говорами венгерского языка. На севере гемерские говоры граничат с ареалом липтовских говоров северной группы среднесловацкого диалекта. На западе гемерские говоры соседствуют с другими говорами южной среднословацкой группы: на юго-западе — с новоградскими, на северо-западе — со зволенскими.
Название гемерских говоров, как и названия значительной части остальных словацких говоров, связаны со средневековыми административными единицами Венгерского королевства, в пределах которых в период феодальной раздробленности происходило формирование словацкого диалектного ландшафта. Гемерские говоры получили своё название по наименованию Гемерского комитата.

## Диалектные особенности
Несмотря на значительную неоднородность гемерского диалектного ареала, для всех его говоров характерны некоторые общие языковые особенности. При этом в характеристике гемерских говоров преобладают как типичные для всего среднесловацкого диалекта языковые явления, так и местные специфические языковые черты. К местным своеобразным чертам относятся в том числе и те, которые имеют параллели в других словацких диалектах.
В области фонетики к общим диалектным явлениям гемерских говоров среднесловацкого происхождения относят:
1. Наличие фонологической долготы.
2. Развитие гласной o на месте редуцированной ъ в сильной позиции: von, voš, mox, šesnok, rož. Так же, как и в остальных южных среднесловацких говорах в гемерском ареале гласная o как рефлекс ъ представлена в тех случаях, в которых в северных среднесловацких говорах отмечается гласная e: kod, kobi (сев. среднеслов. keď, kebi). Гласная o отмечается также как рефлекс ь в суффиксах уменьшительных существительных: domšok, xlapšok (сев. среднеслов. domček, xlapček).
3. Распространение билабиальной u̯ в конце слога и слова: brau̯, bratou̯, sľiu̯ka, prau̯da.

В числе общих среднесловацких морфологических явлений распространены такие, как:
1. Наличие существительных и прилагательных женского рода в форме творительного падежа единственного числа, а также некоторых местоимений с окончанием ou̯: mojou̯ dobrou̯ ženou̯, so mnou̯.
2. Наличие флексии -u в формах одушевлённых существительных мужского рода родительного падежа единственного числа на -a: gazdu, precede, starostu.
3. Употребление личных местоимений в формах родительного и дательного падежей типа mojho, nážho, tvojmu, vážmu.

К общим местным фонетическим явлениям в гемерском ареале (частью известных и в других словацких диалектах) относят:
1. Отсутствие закона ритмического сокращения: dává, xválí, vidáná, kládu̯ól. Исключение составляют говоры Юго-западного Гемера.
2. Наличие на месте праславянских сочетаний *ort-, *olt- при неакутовой интонации сочетаний rot, lot: rosnem, rožeň, rokita, loket, loňi.
3. Наличие на месте праславянских краткой и долгой носовой *ę гласных ä и ȁ: mäso / meso, pȁtok / pei̯tok / pi̯atok. Гласные ä и ȁ могут находиться в позициях после заднеязычных согласных и после мягких согласных на месте исконного a: kämen, ukȁzač, do polä.
4. Перемещение долготы на предыдущий слог в некоторых формах: vidána, zamrznúti, širu̯oki, úhľa, nu̯osa (среднеслов. nosi̯a), xu̯oďa (среднеслов. xoďi̯a). Данное явление, сформировавшееся в области распространения гемерских говоров, проникло в соседние среднесловацкие гонтянские говоры.
5. Развитие согласной š на месте č: šo, maška, šitá, oši.
6. Наличие протезы v в формах личных местоимений 3-го числа: von, vu̯on, vona.

В числе специфических гемерских морфологических явлений, присущих в ряде случаев и другим словацким диалектам, отмечаются:
1. Распространение глаголов в форме 1-го лица множественного числа настоящего времени с окончанием -mo: robímo, dámo, bijemo.
2. Наличие формы причастия на -l вспомогательного глагола bíť — búl / bú, bula. В западногемерских говорах отмечаются формы bou̯, bola.
3. Распространение форм вопросительных местоимений типа kotor, kotrá.
4. Наличие отрицатеьной частицы ni (nit) при формах вспомогательного глагола: ni som, ni si, nit je и т. д.